# Блашкович, Франци

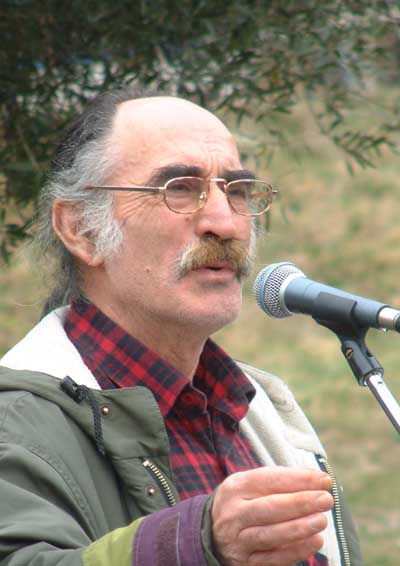
Блашкович в 2005 году

Франци «Франко» Блашкович (сербохорв. Franci (Franko) Blašković / Франци (Франко) Блашковић; род. 1947, Пула) — югославский хорватский певец и музыкант.

## Биография
Выступал в конце 1970-х — начале 1980-х годов со своей супругой Аринкой Шегандо-Блашкович в составе панк-рок-группы «Arinka i Tingl-Tangl» (Пула, СР Хорватия). В 1986 году основал кабаре-рок-группу Gori Ussi Winnetou.
Неоднократный участник культурных и политических мероприятий в Истрии, Хорватии и странах бывшей СФРЮ. Его имидж отчасти был связан с «рокерским бунтом», отчасти со связями с Демократической ассамблеей Истрии и иными партиями по поводу территории и культурной идентичности Истрии. Лауреат премии «Золотой шар» (хорв. Zlatna Koogla).
Председатель Лиги по борьбе с туризмом. Автор книги «United Fumadorssss» (1993) совместно с Будимиром Жижовичем и Наданом Ройничем, автор книг «Daž daždi miš prdi» (1998) и «Is-tri-janci» (2005) с Драго Орличем.